# غرام المهرج (فلم)
غرام المهرج فيلم سينمائي سوري من إنتاج العام 1976.

## قصة الفيلم
تصاب فتاة بحالة فصام نفسي عقب رحيل أمها، يأخذها والدها إلى الأطباء بلا جدوى، ينصحونه بالترفيه عنها، فيذهب بها إلى المسرحيات الضاحكة، ويكتشف أن حالتها تتحسن وهي تضحك، لذا يطلب من ممثل كوميدى أن يعمل لديه بحجة أنه يرغب منه جمع إيرادات أملاكه، يبعث الممثل الكوميدى البهجة في القصر الذي يسكنه الأب وابنته وتتحسن حالتها، تقع الفتاة في حب شاب، ولكن المهرج يكون قد تعلق بها ورغم ذلك فهو يحس أنه أدى واجبه، ويعود إلى المسرح مرة ثانية.

## فريق العمل
قصة وسيناريو وحوار: عمر حجو، أديب السيد
إخراج: بشير صافية
إنتاج: زياد مولوي
مخرج مساعد: سمير سلمون
تصوير: يوسف عنتر
مونتاج: هيثم قوتلي

## بطولة
- أمل سكر
- زياد مولوي
- أنور البابا
- هدى شعراوي
- زيزي البدراوي
- رفيق السبيعي
- حسن بغدادي
- مظهر الحكيم
- سهير جمال
- محمد جمال
- مها المصري
- ظفيرة قطان
- علي الرواس
- هاني شاهين
- نور كيالي
- عبدالله حصوة
- كريمة عبود
- عبدالله النشواتي
- ناهد مولوي
- جلال مولوي